# Pleasanton (Texas)
Pleasanton è un centro abitato degli Stati Uniti d'America, situato nella contea di Atascosa dello Stato del Texas. Il motto ufficiale della città è The City of Live Oaks and Friendly Folks. 
Fa parte della San Antonio-New Braunfels Metropolitan Statistical Area, nota anche come Greater San Antonio.
Secondo il censimento effettuato nel 2010, abitavano nella città 8,934 persone.

## Geografia
La città è situata a 28°58′01″N 98°29′06″W (28.966953, -98.484937), a 35 miglia (56 km) a sud dal centro di San Antonio, e 5 miglia a nord-est di Jourdanton.
Pleasanton è attraversata da diverse strade:Farm Roads 476, 5350, 1334, U.S. Highway 281, e Texas State Highway 97. Secondo l'Ufficio del censimento degli Stati Uniti d'America la città ha un'area totale di 7.8 miglia quadrate (20.3 km²), costituiti completamente dalla terra ferma. La temperatura media annuale di Pleasanton è di 70 °F (21 °C). Le precipitazioni medie annuali sono di 26,1 pollici (660 mm).

## Società

### Evoluzione demografica

#### Censimento del 2000
| Anno       | Popolazione | ±%                              |
| ---------- | ----------- | ------------------------------- |
| 1870       | 206         | Note:                           |
| 1880       | 393         | 90.8%                           |
| 1890       | 367         | −6.6%                           |
| 1920       | 1,036       | Non disponibili dati anni prec. |
| 1930       | 1,154       | 11.4%                           |
| 1940       | 2,074       | 79.7%                           |
| 1950       | 2,913       | 40.5%                           |
| 1960       | 3,467       | 19.0%                           |
| 1970       | 5,407       | 56.0%                           |
| 1980       | 6,346       | 17.4%                           |
| 1990       | 7,678       | 21.0%                           |
| 2000       | 8,266       | 7.7%                            |
| 2010       | 8,934       | 8.1%                            |
| Stima 2015 | 9,829       | 10.0%                           |

Secondo il censimento del 2000, c'erano 8,266 persone, 2,941 nuclei familiari e 2,135 famiglie residenti nella città. La densità di popolazione era di 1,293.5 persone per miglio quadrato (499.5/km²). C'erano 3,212 unità abitative a una densità media di 502.6 per miglio quadrato (194.1/km²). La composizione etnica della città era formata dal 79.13% di bianchi, lo 0.98% di afroamericani, lo 0.97% di nativi americani, lo 0.50% di asiatici, il 15.34% di altre razze, e il 2.92% di due o più etnie. Ispanici o latinos di qualunque razza erano il 51.15% della popolazione.
C'erano 2,941 nuclei familiari di cui il 39.0% aveva figli di età inferiore ai 18 anni, il 52.8% erano coppie sposate conviventi, il 15.0% aveva un capofamiglia femmina senza marito, e il 27.4% erano non-famiglie. Il 23.7% di tutti i nuclei familiari erano individuali e l'11.7% aveva componenti con un'età di 65 anni o più che vivevano da soli. Il numero di componenti medio di un nucleo familiare era di 2.77 e quello di una famiglia era di 3.28.
La popolazione era composta dal 30.4% di persone sotto i 18 anni, il 9.0% di persone dai 18 ai 24 anni, il 27.1% di persone dai 25 ai 44 anni, il 19.9% di persone dai 45 ai 64 anni, e il 13.6% di persone di 65 anni o più. L'età media era di 33 anni. Per ogni 100 femmine c'erano 90.7 maschi. Per ogni 100 femmine dai 18 anni in su, c'erano 87.2 maschi.
Il reddito medio di un nucleo familiare era di 29,644 dollari, e quello di una famiglia era di 34,718 dollari. I maschi avevano un reddito medio di 28,849 dollari contro i 20,144 dollari delle femmine. Il reddito pro capite era di 14,878 dollari. Circa il 16.8% delle famiglie e il 22.2% della popolazione erano sotto la soglia di povertà, incluso il 30.9% di persone sotto i 18 anni e il 21.8% di persone di 65 anni o più.

## Cultura
Sulla Texas State Highway 97, nella parte orientale della città, è situato un museo, il Longhorn Museum.

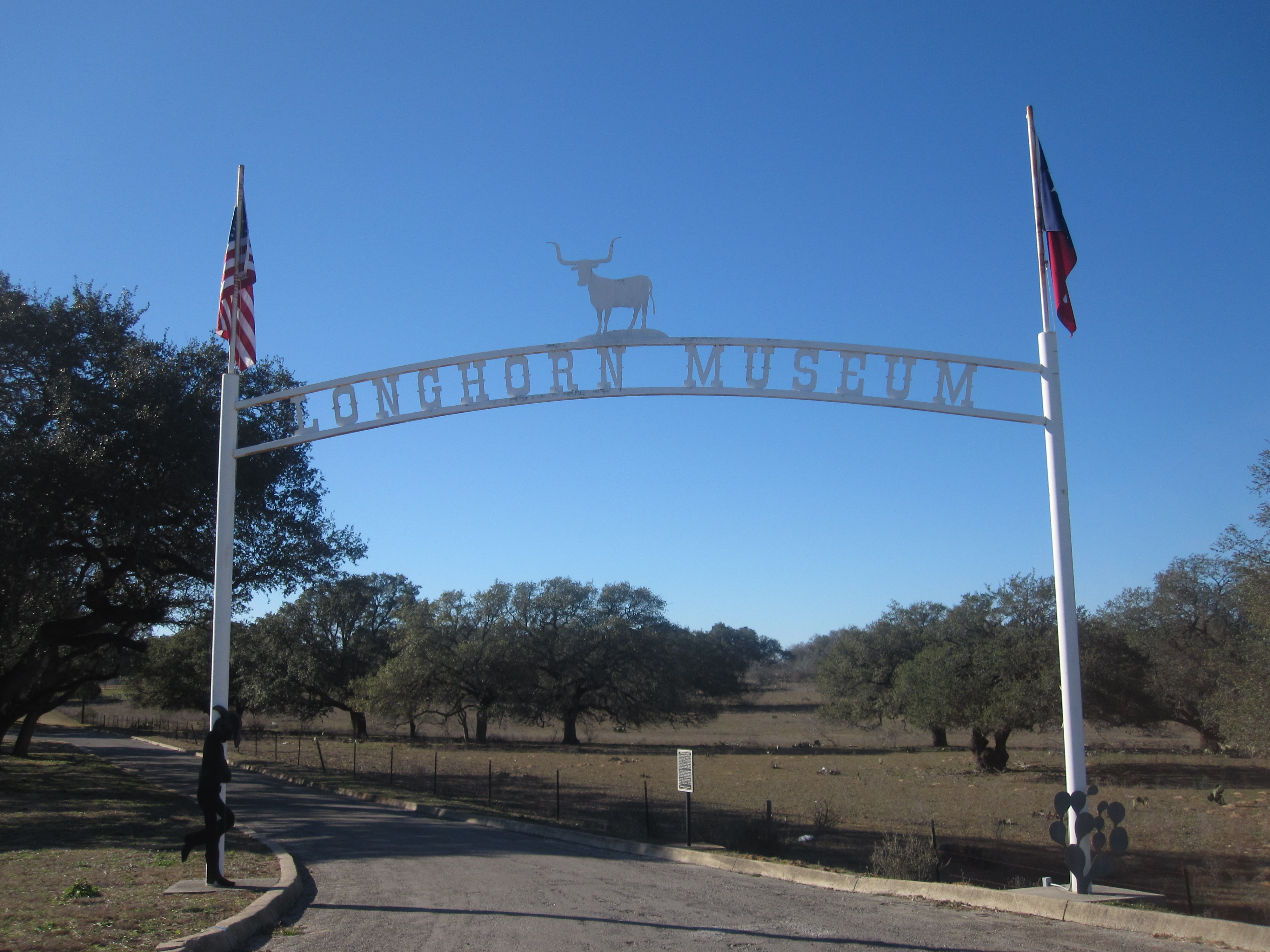
Entrata del Longhorn Museum.

### Istruzione
Quasi tutti gli studenti di Pleasanton frequentano il Pleasanton Independent School District. La città è inoltre sede dei Pleasanton High School Eagles. La Jourdanton Independent School District serve invece una piccolissima parte della comunità. Il Coastal Bend College di Beeville gestisce un campus di due anni a Pleasanton.

## Amministrazione
L'amministratore della città dal maggio 2008 è Clinton J. Powell; ricoprirà la carica fino al maggio 2018. Il Consiglio comunale è formato da Douglas Best, Abraham Saenz, Jr., Diana K. Prasifka, Eliseo Flores, Robert Earl Wood, e Travis Hall. Il City manager è Bruce E. Pearson.
 Il giudice è Judge Elsie Guerra, il procuratore Roberto (Bobby) Maldonado.

## Galleria d'immagini

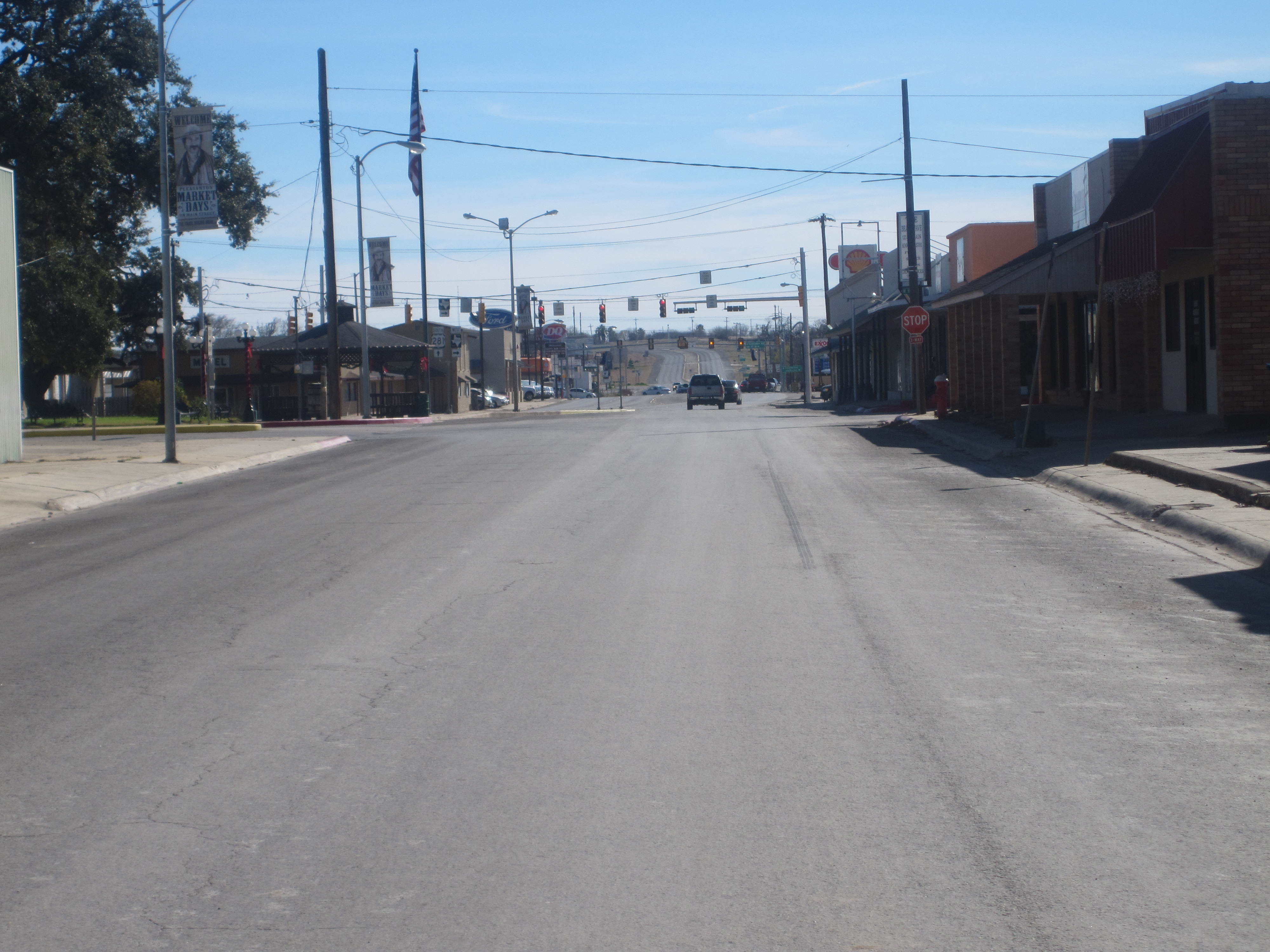
Centro di Pleasanton.
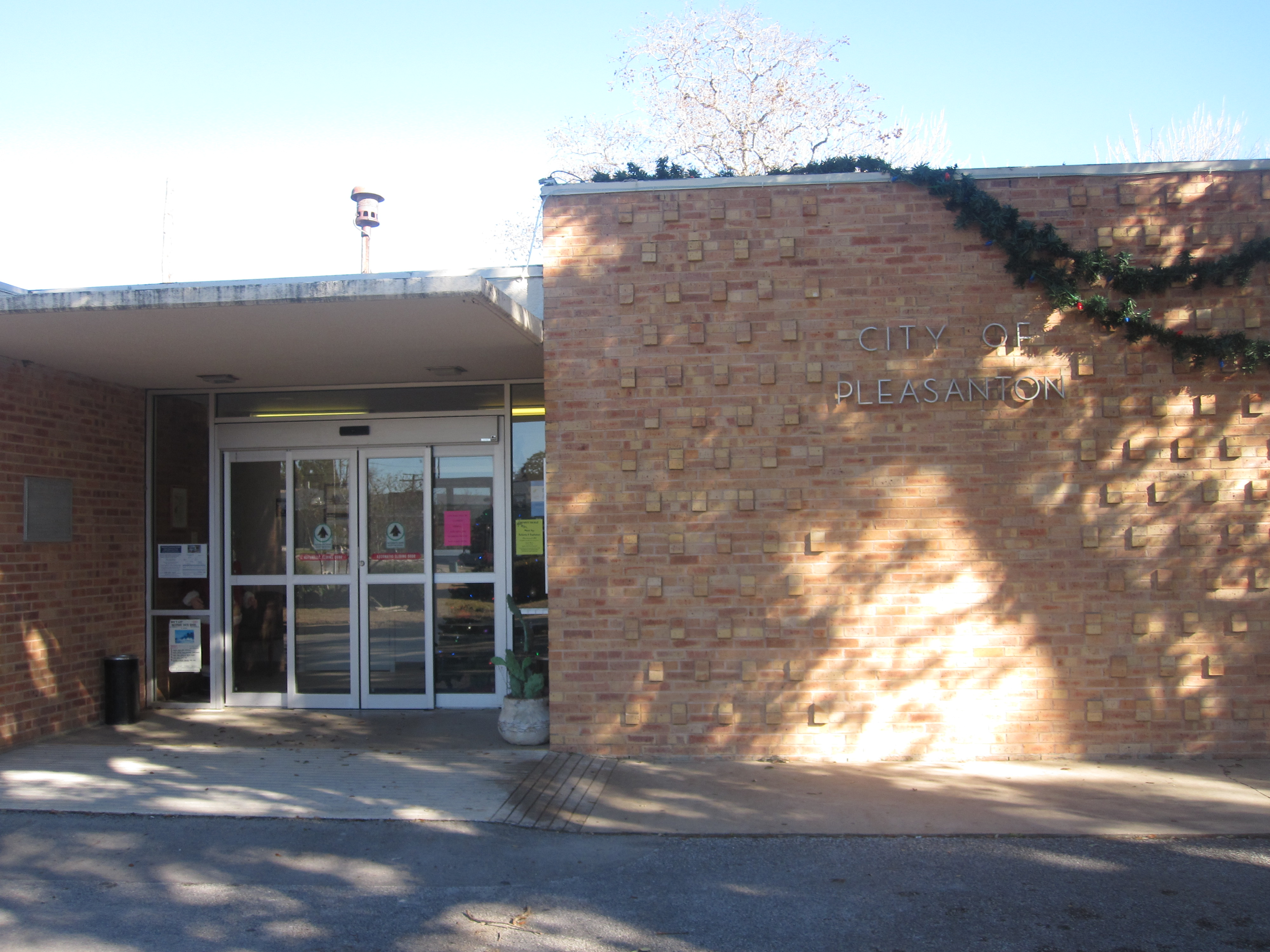
Municipio di Pleasanton.
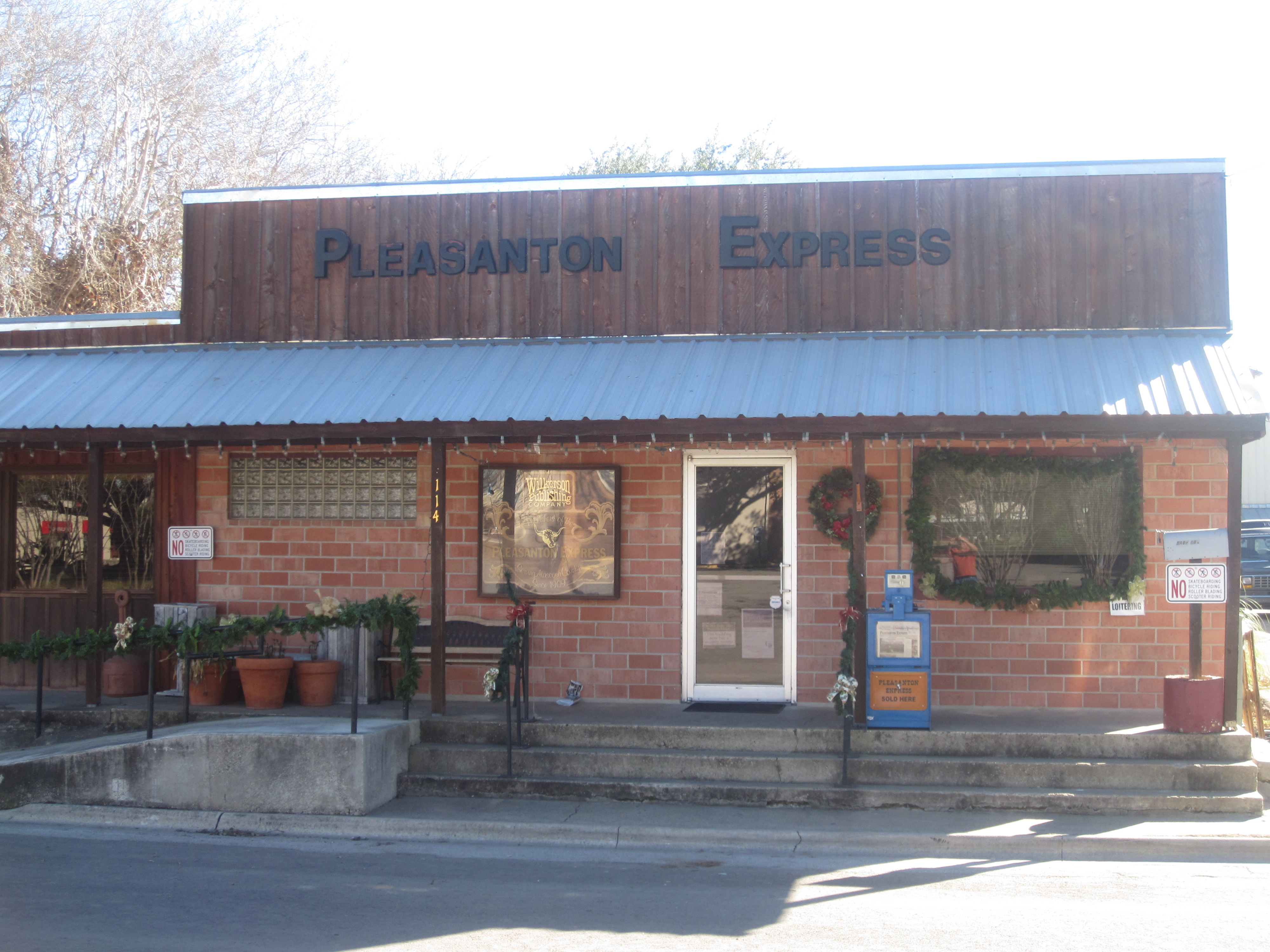
Ufficio The Pleasanton Express vicino al municipio.
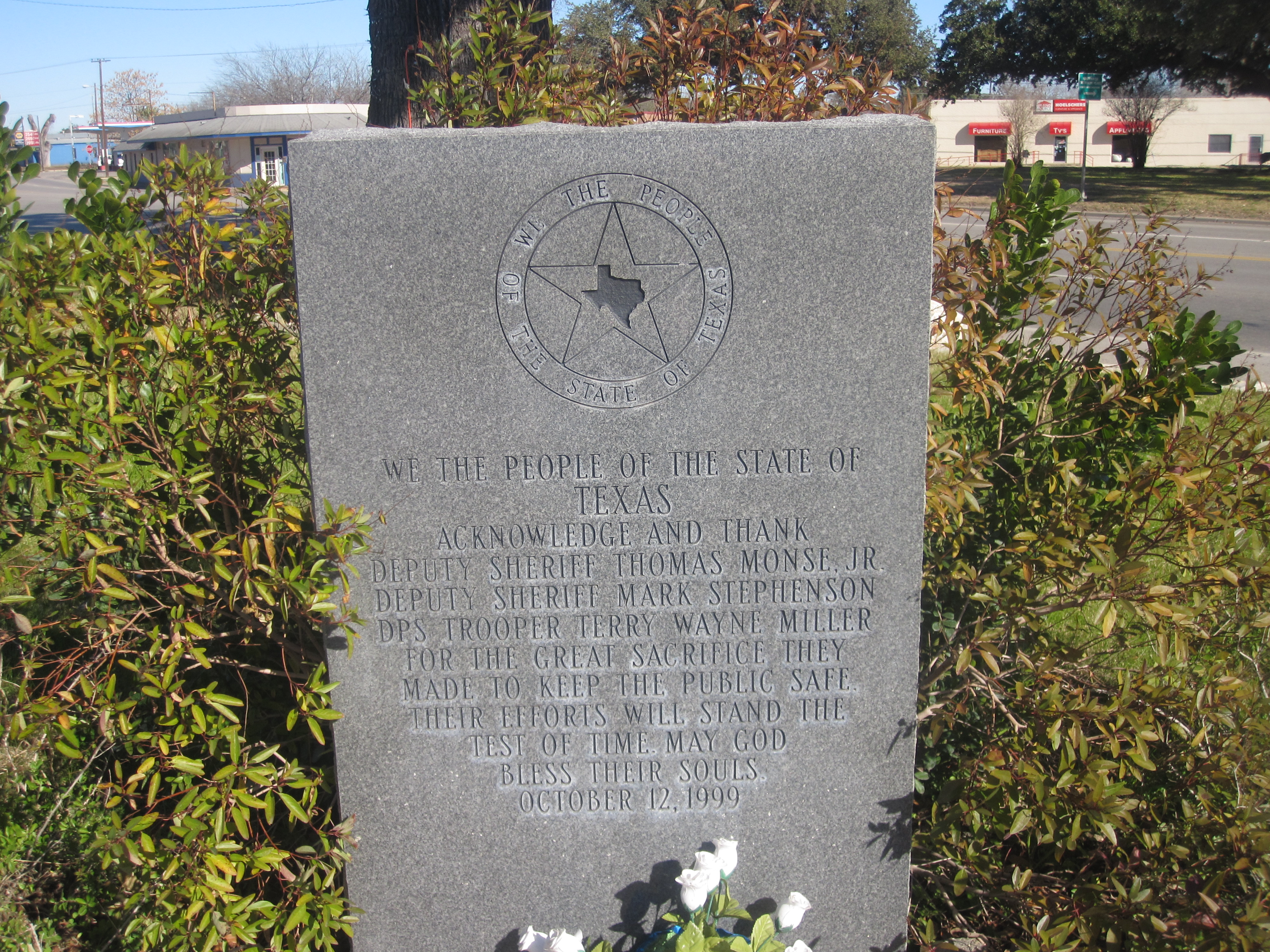
Commemorazione dei vice-sceriffi Thomas Monse, Jr. e Mark Stephenson, e dell'agente di polizia Terry Wayne Miller, uccisi in servizio il 12 ottobre 1999.
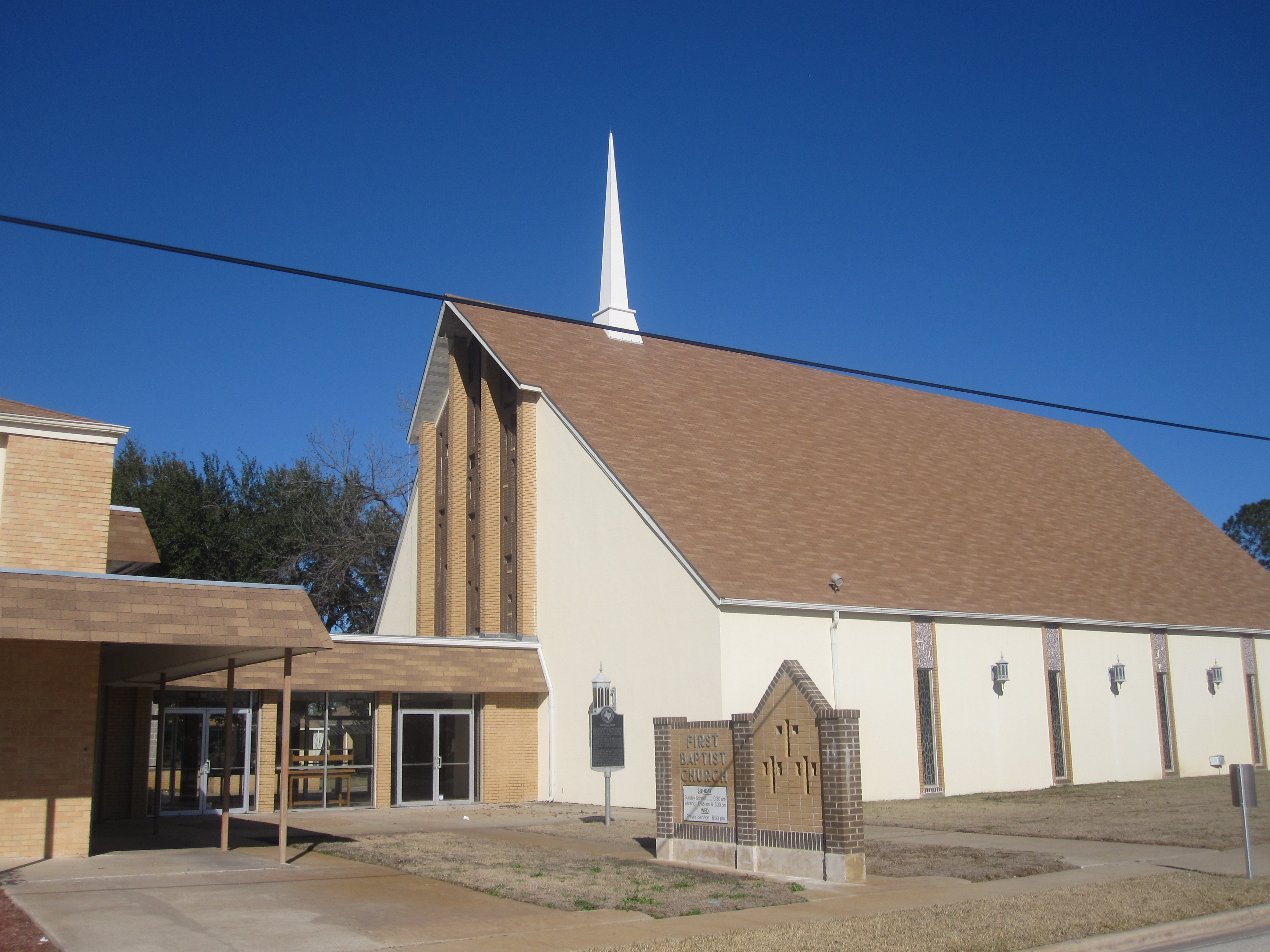
First Baptist Church di Pleasanton costruita nel 1866.
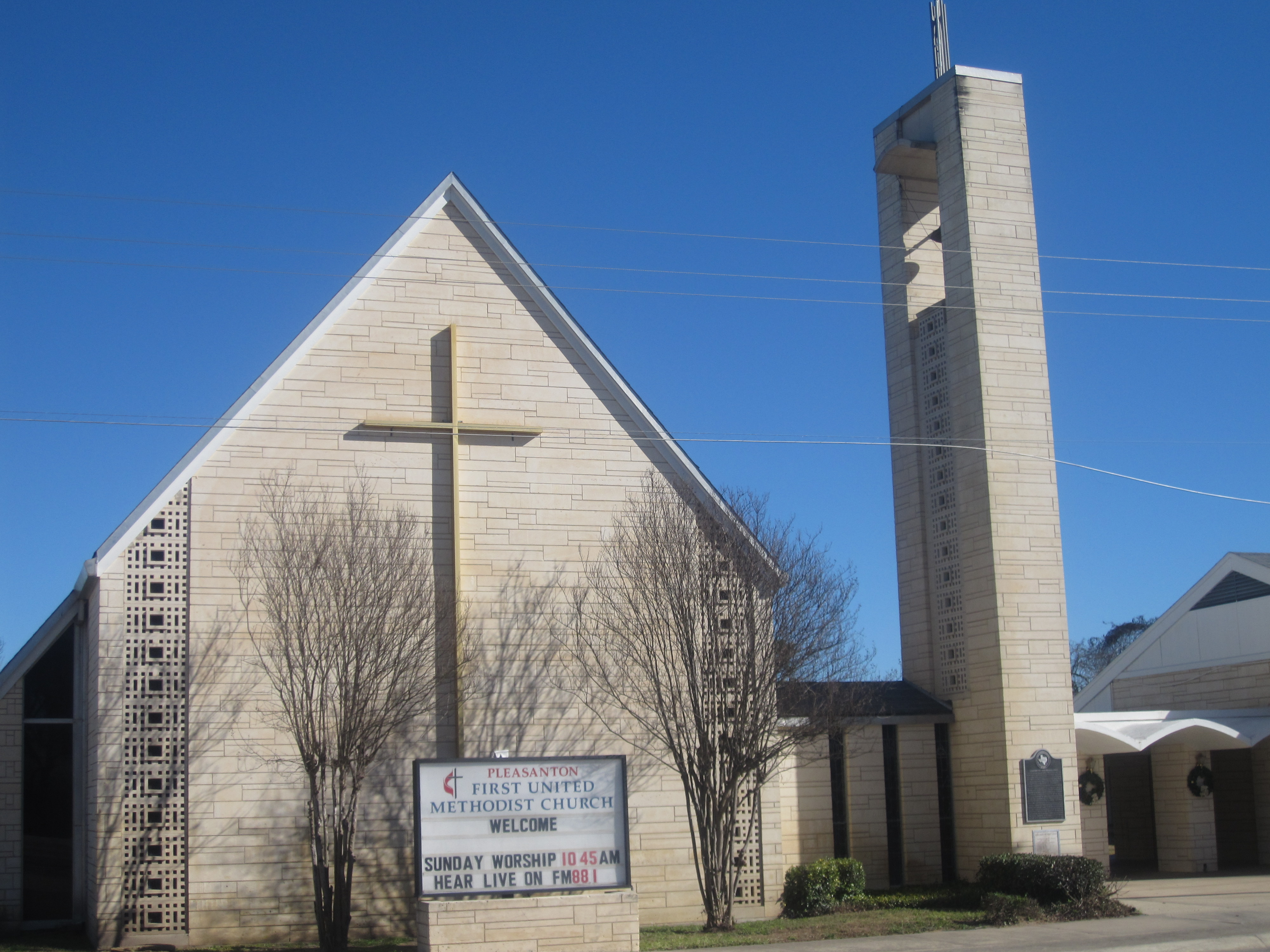
First United Methodist Church nel centro di Pleasanton, fondata nel 1857.
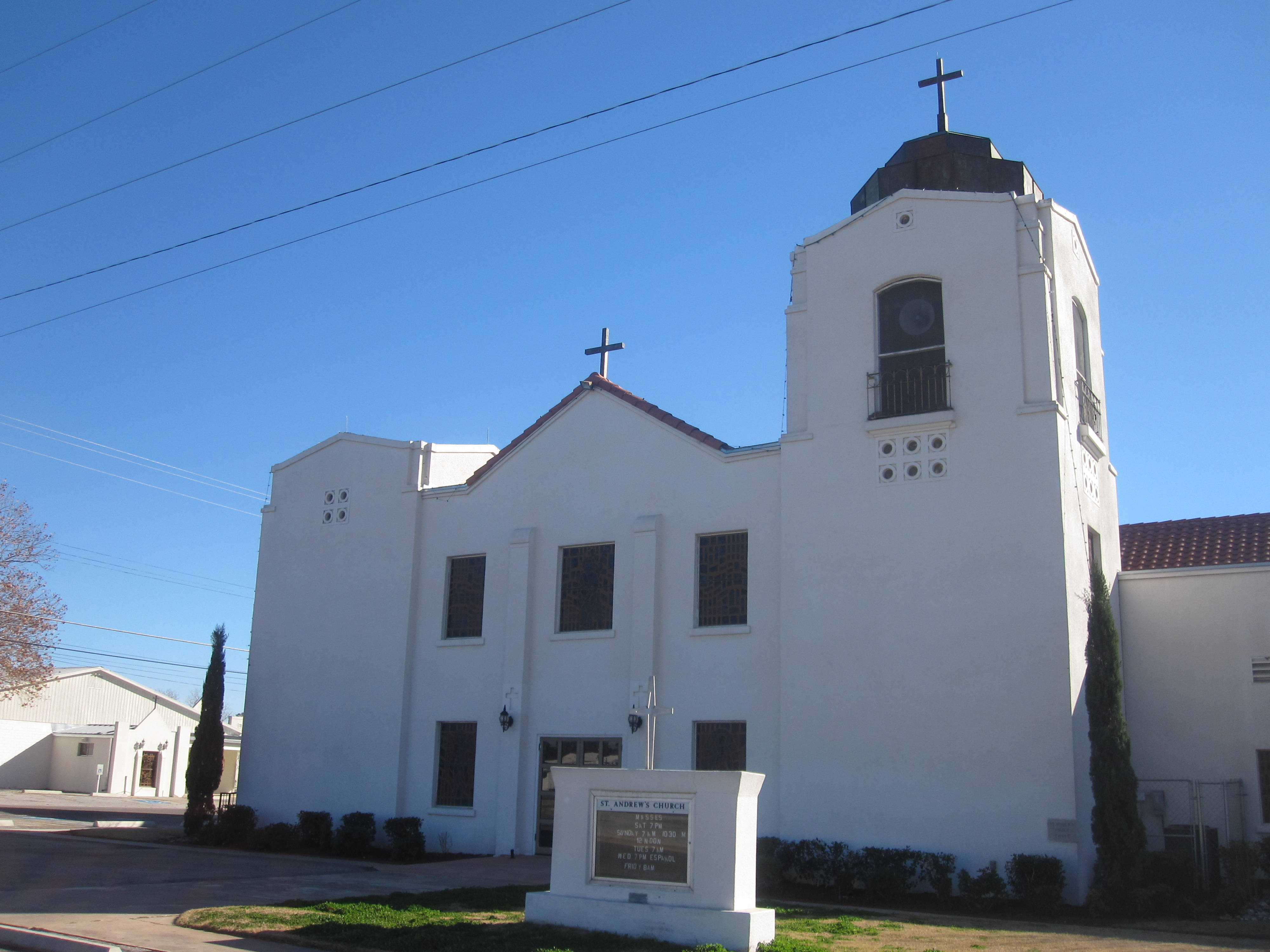
St. Andrew's Catholic Church di Pleasanton.
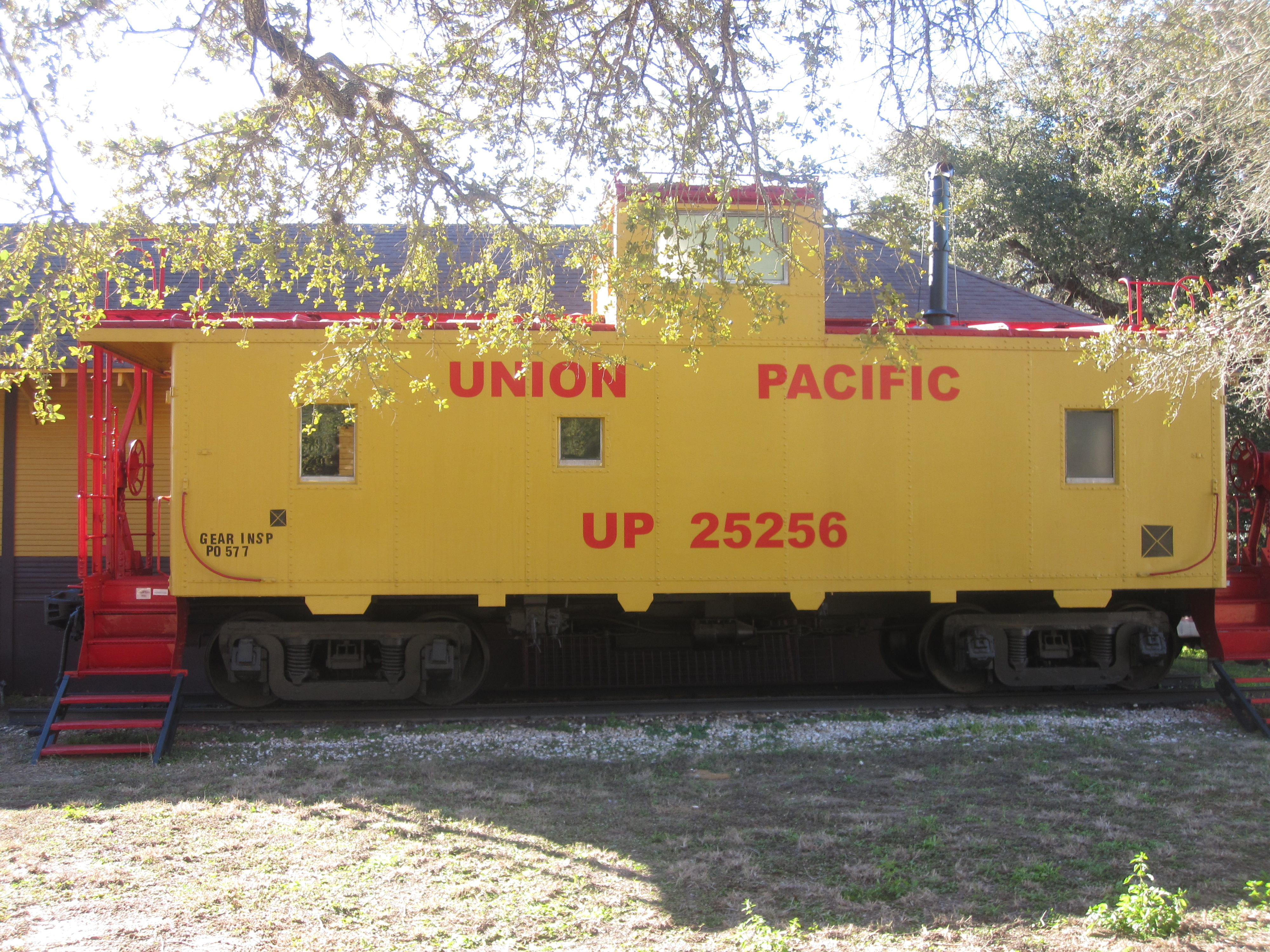
Vagone dell'Union Pacific Railroad al Longhorn Museum.
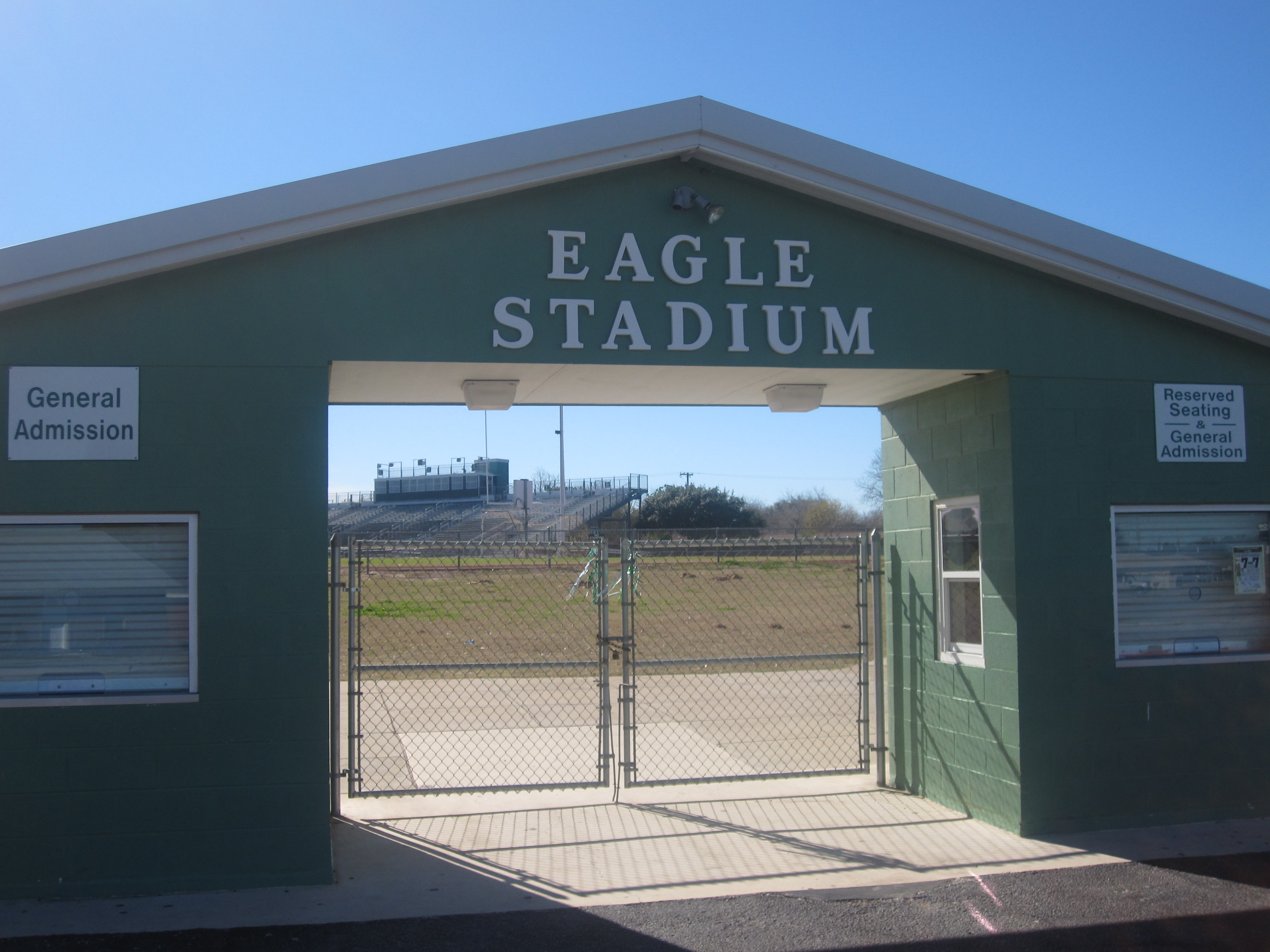
I Pleasanton High School Eagles giocano a football americano all'Eagle Stadium.
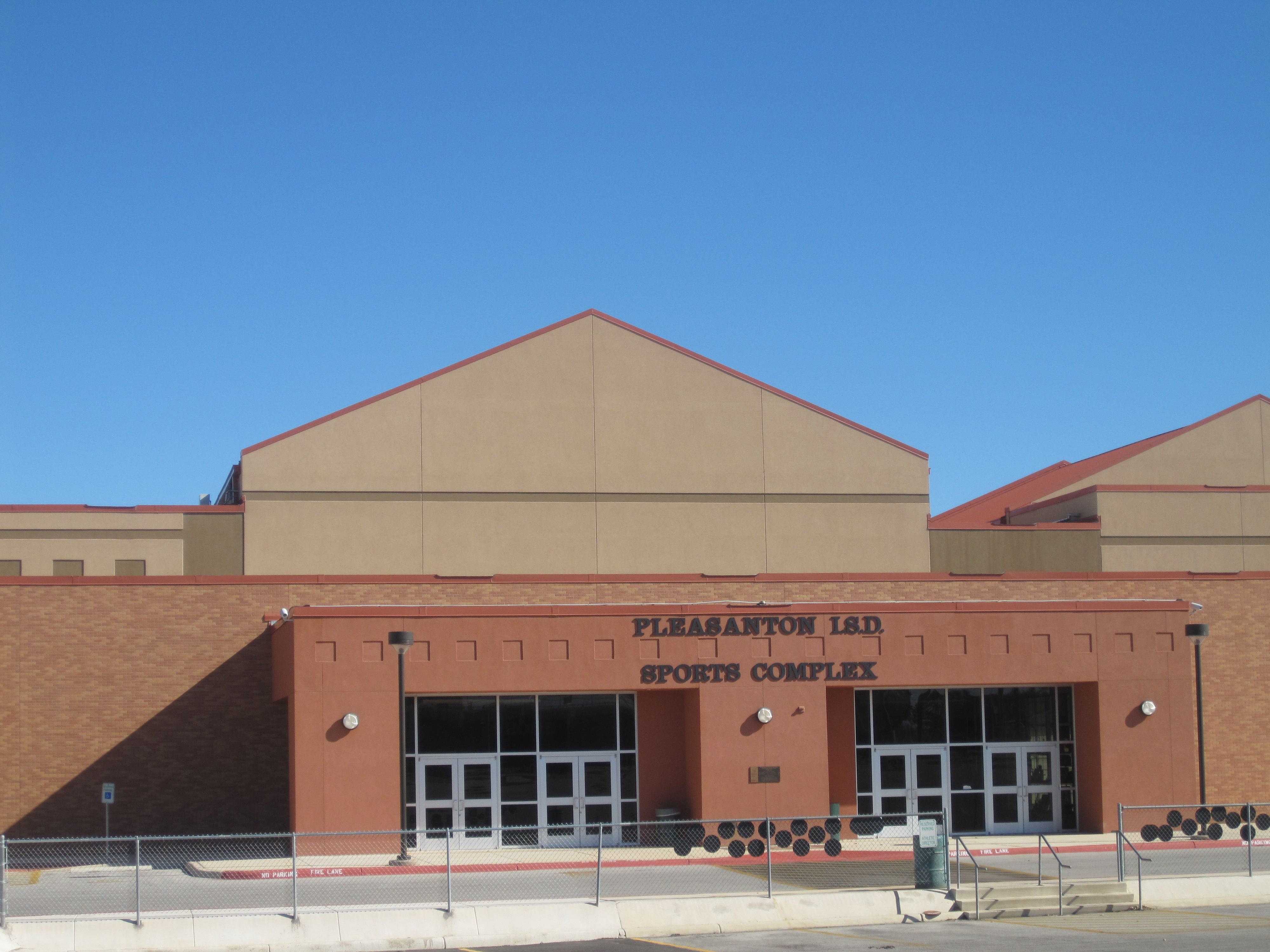
Moderno complesso sportivo del Pleasanton Independent School District, situato vicino all'Eagles Stadium.
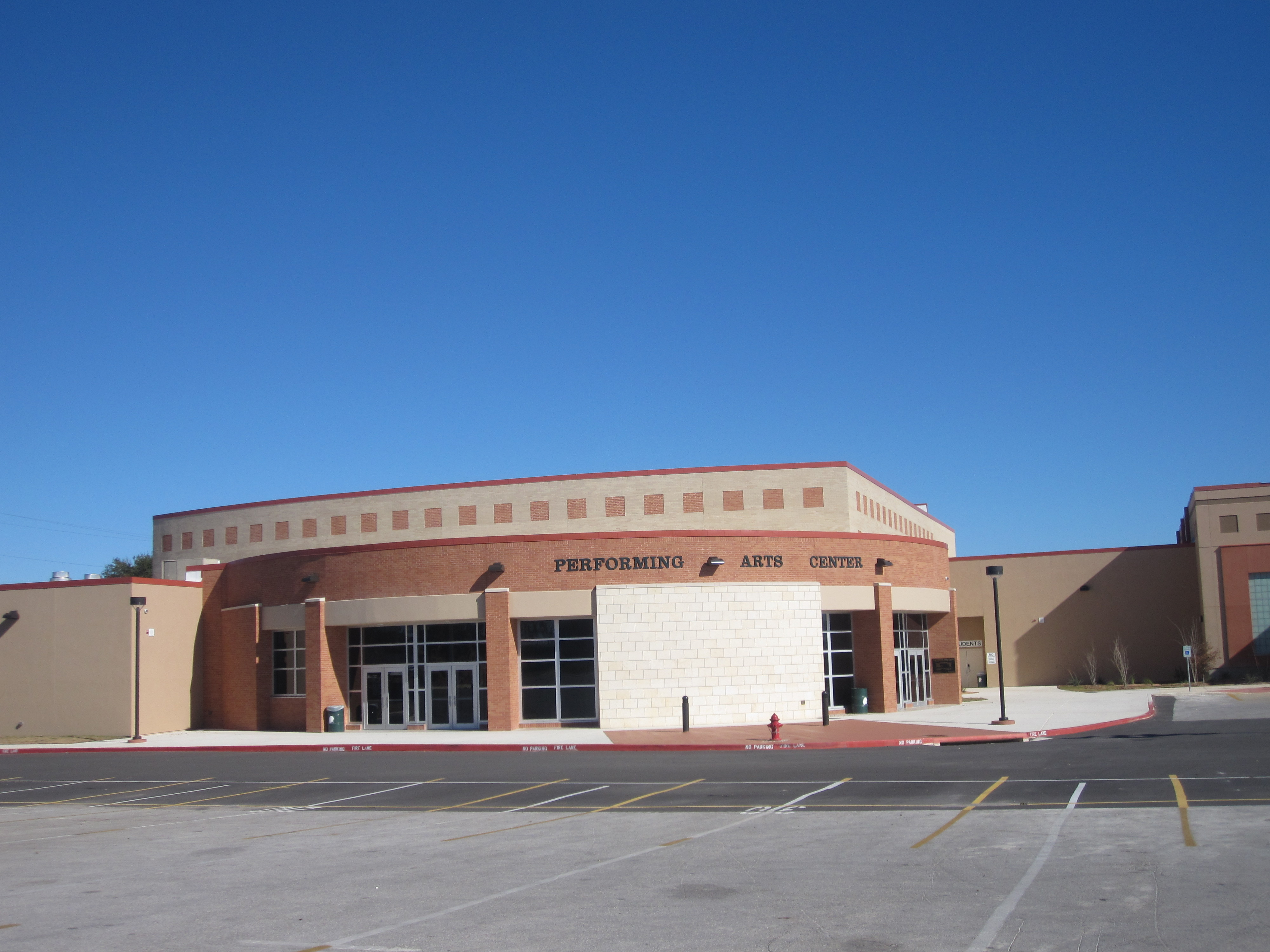
Performing Arts Center di Pleasanton.
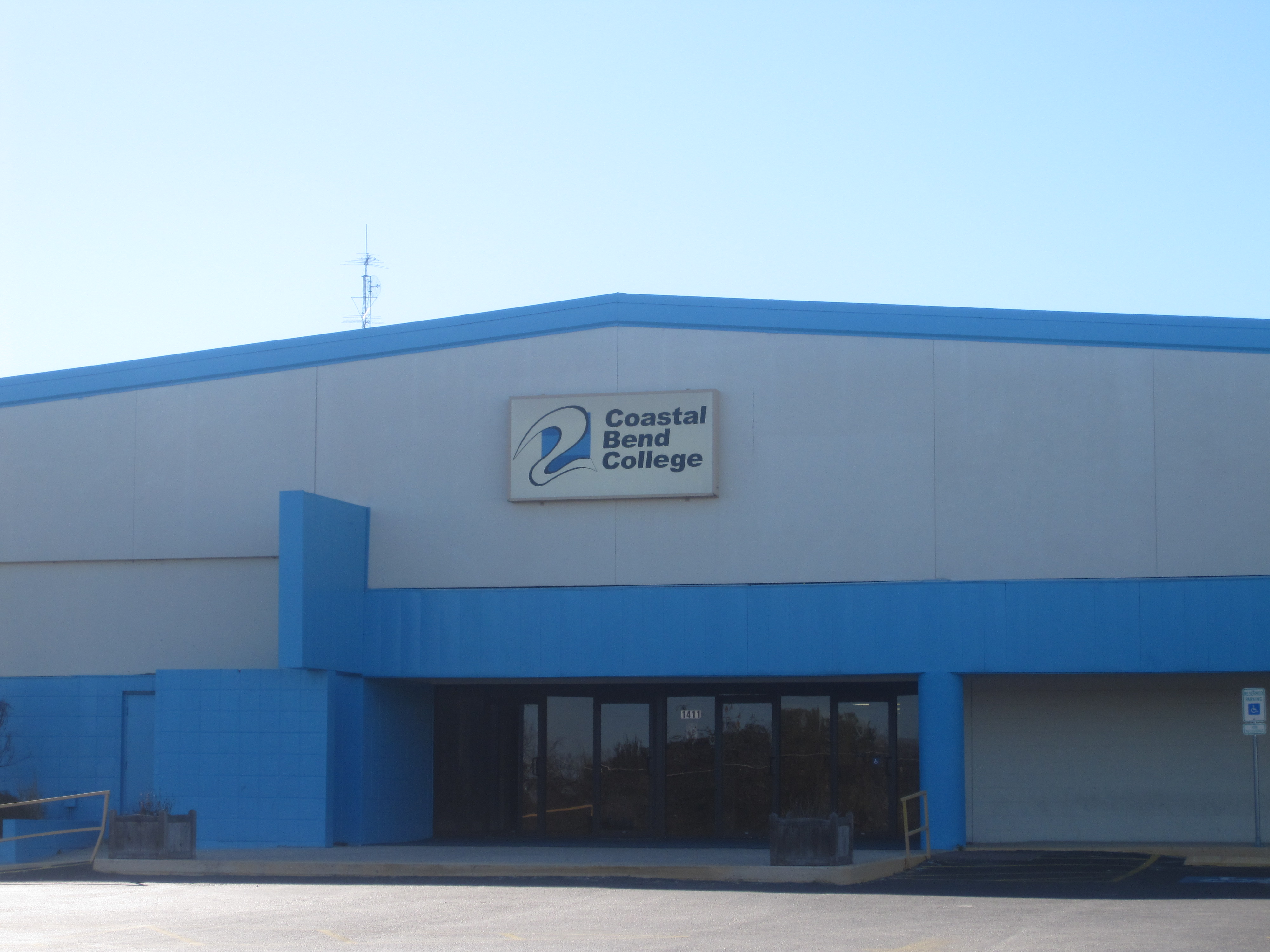
Il Coastal Bend College di Beeville gestisce un campus a Pleasanton.